# Чирянка острівна
Чирянка острівна (Anas nesiotis) — вид водоплавних птахів родини качкових (Anatidae). Ендемік островів Кемпбелл на півдні Нової Зеландії.

## Поширення
Тривалий час вид був поширений на острові Дент. Вперше його було зібрано в 1886 році в морі за 3 км від Дента, але його виявили на Денті лише в 1975 році. У 1999—2000 роках 24 птахи, вирощених у неволі, випущені на острові Кодфіш, де він почав гніздуватися у перший же рік. Після успішного знищення пацюка сірого (Rattus norvegicus) на острові Кемпбелл, у 2004—2006 роках було випущено 159 птахів. Вважалося, що більшість птахів, випущених у 2004 році, пережили свій перший рік на острові Кемпбелл, і успішне розмноження було підтверджено в 2006 році. Дослідження в грудні 2008 року підтвердило, що вид прижився на острові.
Популяція складається з принаймні 200 статевозрілих особин на острові Кемпбелл, 100—200 статевозрілих особин на острові Кодфіш і невелику популяцію, що вона налічувала у 2013 році менше 30 птахів, на острові Дент.